# 下卡塞尔
下卡塞尔（德語：Niederkassel，發音：[ˌniːdɐˈkasl̩] ⓘ）是德国北莱茵-威斯特法伦州科隆行政区莱茵-锡格县的城市，面积35.79平方千米，2023年12月31日人口为39,424人。